# Parinari excelsa
Espèce
Synonymes
Parinari holstii
Parinari excelsa est une espèce de plantes de la famille des Chrysobalanaceae.
On l'appelle également le prunier de Guinée ou Mame Patan en Wolof, Bousoguaye ou Niniya en diola.

## Description
Le prunier de Guinée est un arbre à croissance rapide présent dans les forêts humides d'Afrique de l'Ouest. Il peut mesurer jusqu'à 45 m de hauteur et 4 m de diamètre.
Ses racines sont sinueuses et peu profondes.
Ses feuilles vert foncé sont brillantes sur la face supérieure.
Ses petites fleurs blanches apparaissant de mars à août donnent en décembre des fruits sentant la canne à sucre.
Son fruit globuleux et ovoïde large de 2 à 3 cm est comestible (pulpe et amande). Sa chair de couleur jaune a un goût d'avocat sucré et est riche en nutriments.
Il fait l'objet d'un petit commerce au Sénégal et en Guinée.

## Utilisation
Son bois est utilisé en menuiserie pour faire des meubles, pour les charpentes et les voies de chemin de fer.
C'est aussi un bon bois de chauffe.
Son bois très dense et lourd est difficile à travailler. Il est submersible s'il n'est pas préalablement correctement séché.
Compte tenu de sa vitesse de croissance, on l'utilise souvent dans les programmes de reboisement malgré sa sensibilité aux termites.
Dans son ouvrage intitulé Voyage aux pays mystérieux (1876), Louis Jacolliot a précisé : Cet arbre gigantesque a cela d'extraordinaire qu'il est, pendant toute l'année, couvert d'une grande quantité de petites grappes de fleurs blanches qui, par leur odeur délicieuse, attirent un nombre prodigieux d'abeilles. Pour retenir les abeilles sur cet arbre, les nègres suspendent aux branches, des ruches de paille très bien faites, enduites de bouse de vache pour en chasser les insectes. Les abeilles s'y précipitent avec empressement, et les ont bientôt garnies de rayons. 